# 内部地区
内部地区（うつべちく）は、三重県四日市市の地区の一つ。1943年に四日市市に編入された三重郡内部村の村域にあたり、四日市市役所内部地区市民センターの管轄区域である。

## 概要
- 内部川の河川にはトマト等野菜の畑が広がっている。
- 平成に入ってから山間部の住宅地が進み、鈴鹿市境界部までニュータウンが形成された。[注釈 1]

### 地名について
- 古来ヤマトタケルが杖を突いて登ったとされる、旧東海道の難所・杖衝坂が残る。

## 地理

### 面積
- 面積は12.31 km2

## 歴史

### 沿革
- 三重郡内部村が1889年（明治22年）に成立
  - 1943年（昭和18年）に四日市市に編入される。
- 鈴鹿郡久間田村→鈴鹿郡三鈴村1956年（昭和31年）
  - 1957年（昭和32年）四日市市と鈴鹿市に分割編入